# レラティビティ・スペース
レラティビティ・スペース (Relativity Space Inc.) は、アメリカのカリフォルニア州ロングビーチに本社を置く航空宇宙企業である。レラティビティ・スペースは商業打ち上げサービスのためのロケットやロケットエンジンを開発しており、特に開発中のテラン1とテランRロケットにおいて、3Dプリントを広く活用していることで知られている。2024年現在、テランRは開発中の状態で、2026年の初打ち上げを目指している。

## 主要製品

### ロケット

#### テラン1
テラン1は小型の二段式の使い捨て型ロケットである。1段目には9基のイーオン1エンジンを、2段目には1基の真空バージョンのイーオン1エンジンを使用する。打ち上げ能力は高度185 kmの低軌道 (LEO) に1,250 kg、高度500 kmの太陽同期軌道 (SSO) に900 kg、高度1,200 kmでは700 kgとなるよう設計されていた。打ち上げコストは、2020年の段階で1ミッション当たり1200万ドルが予定されていた。
レラティビティ・スペースは、3度の打ち上げ延期の後、2023年3月23日にテラン1の初打ち上げを行った。しかし打ち上げ後に2段目のエンジンで問題が発生、ロケットは軌道に到達することなく、打ち上げ4分後に海面に落下した。打ち上げの後レラティビティ・スペースは、テラン1の開発を中止して、より大型のテランRの開発に注力することを発表した。

#### テランR
テランRは大型の二段式ロケットであり、部分的に再使用可能なロケットとなるべく、2024年現在開発が進められている。テラン1と同様に3Dプリントが活用されるが、打ち上げ能力が低軌道に33,500 kgと大幅に増強されている。1段目には13基のイーオンRエンジンが、2段目には改良された真空バージョンのイーオンエンジンが使用される。この設計により、レラティビティ・スペースは業界首位のスペースXのファルコン9ロケットを打ち上げ能力で大幅に上回ることを目指している。初打ち上げは2026年以降に行われる見通し。

### ロケットエンジン

#### イーオン1
イーオン1 (Aeon 1) は、海面推力100 kN、真空推力113 kNのロケットエンジンである。推進剤として液化天然ガス (LNG) と液体酸素 (LOX) を使用する。このエンジンは独自の3Dプリント合金 (GRCop) で製造されている。粉末焼結積層造形法 (SLS) で3Dプリントされ、僅か100個にも満たないパーツから組み立てられる。2022年2月までに、レラティビティ・スペースはNASAのステニス宇宙センターのE-3試験棟を用いて、イーオン1エンジンの燃焼試験を500回以上実施した。
真空バージョンのイーオン1エンジンは、AeonVacとも知られており、レラティビティ・スペースのロケットの2段目で用いられる。

#### イーオンR
イーオンR (Aeon R) は2024年現在開発中のロケットエンジンであり、高圧ガス発生器サイクルでLOXとサブクールメタンを推進剤として使用する。海面推力が1,150 kN、真空推力は1,240 kNを目標に設計されている。テランRロケットでは、13基のイーオンRエンジンを搭載することで、打ち上げ時に14,950 kNの推力を生み出す。

### スターゲイト
スターゲイト (Stargate) は、レラティビティ・スペースが構築した3Dプリンターシステムである。これはロケットの燃料タンクや機体といった大型の部品を3Dプリントするために作成されたもので、同社は金属用の3Dプリンターとして世界最大のものであると主張している。スターゲイトは既存の溶接技術を使用して、金属線を層ごとに融かし、最小限の接合部と部品で正確で複雑な構造物を作成する。レラティビティ・スペースは2023年のテラン1では機体の85%が3Dプリント製だが、将来のロケットではさらに95%まで3Dプリントの割合を高めたいとしている。レラティビティ・スペースでは、3Dプリントによりロケットの製造が60日で完了するようになることを計画している。